# セントルシアの国章
セントルシアの国章（セントルシアのこくしょう、英語: Coat of Arms of Saint Lusia）はシドニー・バグシャーによって1967年にデザインされ、独立前の自治政府期間中に採用された。国の標語(the land, the people, the light)が下部に見られる。
このシンボルは公式のセントルシア政府の印象を代表している。以下はこの国章の簡潔な説明である。
- テューダーのバラ - イングランド
- フルール・ド・リス - フランス
- スツール - アフリカ
- 炬火 - 灯台の光
- セントルシアの鸚鵡 - 国鳥のイロマジリボウシインコ（セントルシア・アマゾン）